# Arewszat (Szirak)
Arewszat – wieś w Armenii, w prowincji Szirak. W 2011 roku liczyła 1809 mieszkańców.